# Chicago Hope – Endstation Hoffnung/Episodenliste
Diese Episodenliste enthält alle Episoden der US-amerikanischen Fernsehserie Chicago Hope – Endstation Hoffnung, sortiert nach der US-amerikanischen Erstausstrahlung. Insgesamt wurden zwischen 1994 und 2000 sechs Staffeln mit 141 Episoden produziert.

## Übersicht
| Staffel | Episodenanzahl | Erstausstrahlung USA | Erstausstrahlung USA | Deutschsprachige Erstausstrahlung | Deutschsprachige Erstausstrahlung |
| Staffel | Episodenanzahl | Staffelpremiere      | Staffelfinale        | Staffelpremiere                   | Staffelfinale                     |
| ------- | -------------- | -------------------- | -------------------- | --------------------------------- | --------------------------------- |
| 1       | 22             | 18. September 1994   | 22. Mai 1995         | 8. Januar 1995                    | 11. Oktober 1995                  |
| 2       | 23             | 18. September 1995   | 20. Mai 1996         | 14. Mai 1996                      | 29. Oktober 1996                  |
| 3       | 26             | 16. September 1996   | 19. Mai 1997         | 18. März 1997                     | 16. September 1997                |
| 4       | 24             | 1. Oktober 1997      | 13. Mai 1998         | 7. Oktober 1998                   | 24. März 1999                     |
| 5       | 24             | 30. September 1998   | 19. Mai 1999         | 19. Juni 2000                     | 27. November 2000                 |
| 6       | 22             | 23. September 1999   | 4. Mai 2000          | 4. Dezember 2000                  | 21. Mai 2001                      |

## Staffel 1
| Nr. (ges.) | Nr. (St.) | Deutscher Titel             | Originaltitel               | Erstausstrahlung USA | Deutschsprachige Erstausstrahlung (D) |
| ---------- | --------- | --------------------------- | --------------------------- | -------------------- | ------------------------------------- |
| 1          | 1         | Triumph der Chirurgen       | Pilot                       | 18. Sep. 1994        | 8. Jan. 1995                          |
| 2          | 2         | Der Tumor-Spezialist        | Over the Rainbow            | 22. Sep. 1994        | 17. Jan. 1995                         |
| 3          | 3         | Gewagte Experimente         | Food Chains                 | 29. Sep. 1994        | 31. Jan. 1995                         |
| 4          | 4         | Die Angst spielt mit        | With the Greatest of Ease   | 6. Okt. 1994         | 24. Jan. 1995                         |
| 5          | 5         | Verantwortung mit Herz      | You Gotta Have Heart        | 13. Okt. 1994        | 14. Feb. 1995                         |
| 6          | 6         | Fahrlässige Tötung?         | Shutt Down                  | 20. Okt. 1994        | 7. März 1995                          |
| 7          | 7         | Zwischen Leben und Tod      | Genevieve and Fat Boy       | 3. Nov. 1994         | 21. Feb. 1995                         |
| 8          | 8         | Trauer und ein Lächeln      | Death Be Proud              | 10. Nov. 1994        | 14. März 1995                         |
| 9          | 9         | Gebrochene Herzen           | Heartbreak                  | 1. Jan. 1995         | 29. März 1995                         |
| 10         | 10        | In Quarantäne               | The Quarantine              | 2. Jan. 1995         | 5. Apr. 1995                          |
| 11         | 11        | Voller Liebe und Hoffnung   | Love and Hope               | 9. Jan. 1995         | 12. Apr. 1995                         |
| 12         | 12        | Warten auf Wunder           | Great White Hope            | 16. Jan. 1995        | 19. Apr. 1995                         |
| 13         | 13        | Kleine Opfer                | Small Sacrifices            | 23. Jan. 1995        | 26. Apr. 1995                         |
| 14         | 14        | Tiefe Einschnitte           | Cutting Edges               | 6. Feb. 1995         | 3. Mai 1995                           |
| 15         | 15        | Explosive Operationen       | Life Support                | 13. Feb. 1995        | 10. Mai 1995                          |
| 16         | 16        | Das eiskalte Herz           | Freeze Outs                 | 20. Feb. 1995        | 17. Mai 1995                          |
| 17         | 17        | Ein Fall für den Psychiater | Growth Pains                | 27. Feb. 1995        | 31. Mai 1995                          |
| 18         | 18        | Risiko und Wirkung          | Informed Consent            | 13. März 1995        | 7. Juni 1995                          |
| 19         | 19        | Extreme Methoden            | Internal Affairs            | 20. März 1995        | 14. Juni 1995                         |
| 20         | 20        | Der Virus                   | The Virus                   | 8. Mai 1995          | 13. Sep. 1995                         |
| 21         | 21        | Die Grenze des Erträglichen | Full Moon                   | 15. Mai 1995         | 4. Okt. 1995                          |
| 22         | 22        | Die Stunde der Wahrheit     | Songs from the Cuckoo Birds | 22. Mai 1995         | 11. Okt. 1995                         |

## Staffel 2
| Nr. (ges.) | Nr. (St.) | Deutscher Titel                | Originaltitel                     | Erstausstrahlung USA | Deutschsprachige Erstausstrahlung (D) |
| ---------- | --------- | ------------------------------ | --------------------------------- | -------------------- | ------------------------------------- |
| 23         | 1         | Hallo und leb wohl             | Hello Goodbye                     | 18. Sep. 1995        | 14. Mai 1996                          |
| 24         | 2         | Ein Herz steht still           | Rise from the Dead                | 25. Sep. 1995        | 21. Mai 1996                          |
| 25         | 3         | Ein gewisser Nervenkitzel      | A Coupla Stiffs                   | 2. Okt. 1995         | 28. Mai 1996                          |
| 26         | 4         | Das Leben aufs Spiel gesetzt   | Every Day a Little Death          | 9. Okt. 1995         | 4. Juni 1996                          |
| 27         | 5         | Chaotisches Zwischenspiel      | Wild Cards                        | 16. Okt. 1995        | 11. Juni 1996                         |
| 28         | 6         | Starkes Herzflimmern           | Who Turned Out the Lights?        | 30. Okt. 1995        | 18. Juni 1996                         |
| 29         | 7         | Alles Menschenmögliche tun!    | From Soup to Nuts                 | 6. Nov. 1995         | 25. Juni 1996                         |
| 30         | 8         | Ein Schock mit Folgen          | Leave of Absence                  | 13. Nov. 1995        | 2. Juli 1996                          |
| 31         | 9         | Im Ausnahmezustand             | Stand                             | 20. Nov. 1995        | 9. Juli 1996                          |
| 32         | 10        | Ethische Gründe                | The Ethics of Hope                | 27. Nov. 1995        | 16. Juli 1996                         |
| 33         | 11        | Ein denkwürdiges Fest          | Christmas Truce                   | 11. Dez. 1995        | 23. Juli 1996                         |
| 34         | 12        | Operation gelungen ...         | Transplanted Affection            | 8. Jan. 1996         | 30. Juli 1996                         |
| 35         | 13        | Am Ende des Lebens             | Three Men and a Lady              | 15. Jan. 1996        | 6. Aug. 1996                          |
| 36         | 14        | Recht auf Leben                | Right to Life                     | 22. Jan. 1996        | 13. Aug. 1996                         |
| 37         | 15        | Mit Herz und Verstand          | Hearts and Minds                  | 5. Feb. 1996         | 3. Sep. 1996                          |
| 38         | 16        | Drei Grenzfälle                | Women on the Verge                | 12. Feb. 1996        | 10. Sep. 1996                         |
| 39         | 17        | Mit Leib und Seele             | Life Lines                        | 26. Feb. 1996        | 17. Sep. 1996                         |
| 40         | 18        | Variationen über Sexualität    | Sexual Perversity in Chicago Hope | 11. März 1996        | 24. Sep. 1996                         |
| 41         | 19        | Frühling in Chicago            | Sweet Surrender                   | 18. März 1996        | 1. Okt. 1996                          |
| 42         | 20        | Eltern, Kinder und Chirurgen   | The Parent Rap                    | 29. Apr. 1996        | 8. Okt. 1996                          |
| 43         | 21        | Ein wahrer Alptraum            | Quiet Riot                        | 6. Mai 1996          | 15. Okt. 1996                         |
| 44         | 22        | Offene Wunden                  | Ex Marks the Spot                 | 13. Mai 1996         | 22. Okt. 1996                         |
| 45         | 23        | Der Letzte macht das Licht aus | Last One Out, Get the Lights      | 20. Mai 1996         | 29. Okt. 1996                         |

## Staffel 3
| Nr. (ges.) | Nr. (St.) | Deutscher Titel                 | Originaltitel              | Erstausstrahlung USA | Deutschsprachige Erstausstrahlung (D) |
| ---------- | --------- | ------------------------------- | -------------------------- | -------------------- | ------------------------------------- |
| 46         | 1         | Zurück nach Chicago             | Out of Africa              | 16. Sep. 1996        | 18. März 1997                         |
| 47         | 2         | Zurück zur Zukunft              | Back to the Future         | 23. Sep. 1996        | 25. März 1997                         |
| 48         | 3         | Zeiten ohne Hoffnung            | Papa's Got a Brand New Bag | 30. Sep. 1996        | 1. Apr. 1997                          |
| 49         | 4         | Falsche Diagnose: Zweite Chance | Liver Let Die              | 7. Okt. 1996         | 8. Apr. 1997                          |
| 50         | 5         | Kampf ums Dasein                | Liar, Liar                 | 14. Okt. 1996        | 15. Apr. 1997                         |
| 51         | 6         | Höhere Mächte                   | Higher Powers              | 21. Okt. 1996        | 22. Apr. 1997                         |
| 52         | 7         | Es geht ums Töten               | A Time to Kill             | 4. Nov. 1996         | 29. Apr. 1997                         |
| 53         | 8         | So gut wie tot?                 | A Day in the Life          | 11. Nov. 1996        | 6. Mai 1997                           |
| 54         | 9         | Da hört Freundschaft auf        | Divided Loyalty            | 18. Nov. 1996        | 13. Mai 1997                          |
| 55         | 10        | Wahrheiten, die relativ sind    | V-Fibbing                  | 25. Nov. 1996        | 20. Mai 1997                          |
| 56         | 11        | Medizinische Extremfälle        | Mummy Dearest              | 9. Dez. 1996         | 27. Mai 1997                          |
| 57         | 12        | Zwiespältige Entscheidungen     | Split Decisions            | 6. Jan. 1997         | 3. Juni 1997                          |
| 58         | 13        | Die sich dem Schicksal stellen  | Verdicts                   | 13. Jan. 1997        | 10. Juni 1997                         |
| 59         | 14        | Der Tag des Terrors             | The Day of the Rope        | 20. Jan. 1997        | 17. Juni 1997                         |
| 60         | 15        | Du sollst meine Frau nehmen     | Take My Wife, Please       | 3. Feb. 1997         | 24. Juni 1997                         |
| 61         | 16        | Die Zeit ist um                 | Missed Conception          | 10. Feb. 1997        | 1. Juli 1997                          |
| 62         | 17        | Etwas für die Seele tun         | Mother, May I?             | 17. Feb. 1997        | 8. Juli 1997                          |
| 63         | 18        | An der Schmerzgrenze            | Growing Pains              | 10. März 1997        | 15. Juli 1997                         |
| 64         | 19        | Schwere Vater-Sohn-Konflikte    | The Son Also Rises         | 17. März 1997        | 22. Juli 1997                         |
| 65         | 20        | Künstliches Koma                | Second Chances             | 7. Apr. 1997         | 29. Juli 1997                         |
| 66         | 21        | Geheimnis der Identität         | Positive I.D.s             | 13. Apr. 1997        | 12. Aug. 1997                         |
| 67         | 22        | Der Mensch und sein Ego         | Leggo My Ego               | 21. Apr. 1997        | 19. Aug. 1997                         |
| 68         | 23        | Wenn schreien helfen würde ...  | Colonel of Truth           | 28. Apr. 1997        | 26. Aug. 1997                         |
| 69         | 24        | Welcher Arzt läßt sterben?      | Lamb to the Slaughter      | 5. Mai 1997          | 2. Sep. 1997                          |
| 70         | 25        | Sie alle brauchen Hilfe         | Love on the Rocks          | 12. Mai 1997         | 9. Sep. 1997                          |
| 71         | 26        | Hoffnung auf Hoffnung           | Hope Against Hope          | 19. Mai 1997         | 16. Sep. 1997                         |

## Staffel 4
| Nr. (ges.) | Nr. (St.) | Deutscher Titel                 | Originaltitel                                                 | Erstausstrahlung USA | Deutschsprachige Erstausstrahlung (D) |
| ---------- | --------- | ------------------------------- | ------------------------------------------------------------- | -------------------- | ------------------------------------- |
| 72         | 1         | Das gekaufte Herz               | Guns 'n' Roses                                                | 1. Okt. 1997         | 7. Okt. 1998                          |
| 73         | 2         | Vergeltung vergiftet            | The Incredible Adventures of Baron von Munchausen... by Proxy | 8. Okt. 1997         | 14. Okt. 1998                         |
| 74         | 3         | Am Rande des Wahnsinns          | Brain Salad Surgery                                           | 15. Okt. 1997        | 21. Okt. 1998                         |
| 75         | 4         | Mitleid mit dem Teufel?         | Sympathy for the Devil                                        | 22. Okt. 1997        | 28. Okt. 1998                         |
| 76         | 5         | Des Rätsels Lösung              | ... And the Hand Played On                                    | 29. Okt. 1997        | 4. Nov. 1998                          |
| 77         | 6         | Gegen das Alleinsein            | The Lung and the Restless                                     | 5. Nov. 1997         | 11. Nov. 1998                         |
| 78         | 7         | Lebendiger Müll                 | White Trash                                                   | 12. Nov. 1997        | 18. Nov. 1998                         |
| 79         | 8         | Gefahr über den Wolken          | Winging It                                                    | 19. Nov. 1997        | 25. Nov. 1998                         |
| 80         | 9         | Wie im Fieber                   | Cabin Fever                                                   | 26. Nov. 1997        | 3. Dez. 1998                          |
| 81         | 10        | Familiäre Probleme              | All in the Family                                             | 10. Dez. 1997        | 9. Dez. 1998                          |
| 82         | 11        | Zwischen Schuld und Unschuld    | On Golden Pons                                                | 17. Dez. 1997        | 16. Dez. 1998                         |
| 83         | 12        | Alte und neue Beziehungen       | Broken Hearts                                                 | 7. Jan. 1998         | 6. Jan. 1999                          |
| 84         | 13        | Memento Mori                    | Memento Mori                                                  | 14. Jan. 1998        | 13. Jan. 1999                         |
| 85         | 14        | Psycho-Drama                    | Psychodrama                                                   | 21. Jan. 1998        | 20. Jan. 1999                         |
| 86         | 15        | Kein Leben ohne Risiko          | The Ties that Bind                                            | 4. Feb. 1998         | 27. Jan. 1999                         |
| 87         | 16        | Dinge, die wir aus Liebe tun    | The Things We Do For Love                                     | 4. März 1998         | 3. Feb. 1999                          |
| 88         | 17        | Es gibt kein Gegengift          | Liver, Hold the Mushrooms                                     | 11. März 1998        | 10. Feb. 1999                         |
| 89         | 18        | Die programmierte Katastrophe   | Waging Bull                                                   | 18. März 1998        | 17. Feb. 1999                         |
| 90         | 19        | Die Dinge liegen so nah!        | Objects are Closer Than They Appear                           | 25. März 1998        | 24. Feb. 1999                         |
| 91         | 20        | Es ist eine Befreiung           | Deliverance                                                   | 1. Apr. 1998         | 3. März 1999                          |
| 92         | 21        | Das Leben ist ein Marathon      | Bridge over Troubled Watters                                  | 8. Apr. 1998         | 10. März 1999                         |
| 93         | 22        | Als gäb´s auf Menschen Garantie | Risky Business                                                | 29. Apr. 1998        | 17. März 1999                         |
| 94         | 23        | Nicht demütigen, respektieren!  | Absent Without Leave                                          | 6. Mai 1998          | 24. März 1999                         |
| 95         | 24        | Nach dem Amoklauf               | Physician, Heal Thyself                                       | 13. Mai 1998         | 24. März 1999                         |

## Staffel 5
| Nr. (ges.) | Nr. (St.) | Deutscher Titel                       | Originaltitel                  | Erstausstrahlung USA | Deutschsprachige Erstausstrahlung (D) |
| ---------- | --------- | ------------------------------------- | ------------------------------ | -------------------- | ------------------------------------- |
| 96         | 1         | In Not und Bedrängnis                 | Sarindipity                    | 30. Sep. 1998        | 19. Juni 2000                         |
| 97         | 2         | Beihilfe verschiedenster Art          | Austin Space                   | 7. Okt. 1998         | 26. Juni 2000                         |
| 98         | 3         | Glück muß man haben!                  | Wag the Doc                    | 14. Okt. 1998        | 3. Juli 2000                          |
| 99         | 4         | Mit gesundem Menschenverstand         | The Breast and the Brightest   | 21. Okt. 1998        | 10. Juli 2000                         |
| 100        | 5         | Jenseits menschlicher Erkenntnis      | One Hundred and One Damnations | 28. Okt. 1998        | 17. Juli 2000                         |
| 101        | 6         | Ich nehme Viagra                      | Viagra-Vated Assault           | 4. Nov. 1998         | 24. Juli 2000                         |
| 102        | 7         | Austin, wir haben ein Problem         | Austin, We Have a Problem      | 11. Nov. 1998        | 31. Juli 2000                         |
| 103        | 8         | Das unglaubliche Implantat            | The Other Cheek                | 18. Nov. 1998        | 7. Aug. 2000                          |
| 104        | 9         | Der Mensch lebt nicht vom Brot allein | Tantric Turkey                 | 25. Nov. 1998        | 14. Aug. 2000                         |
| 105        | 10        | Es bleiben quälende Fragen            | Gun with the Wind              | 9. Dez. 1998         | 21. Aug. 2000                         |
| 106        | 11        | Wenn ein Wunsch frei wäre             | McNeil and Pray                | 16. Dez. 1998        | 28. Aug. 2000                         |
| 107        | 12        | Zwischen Babysitting und Bowling      | Adventures in Babysitting      | 13. Jan. 1999        | 4. Sep. 2000                          |
| 108        | 13        | Das Unvorstellbare ist möglich        | Karmic Relief                  | 20. Jan. 1999        | 11. Sep. 2000                         |
| 109        | 14        | Man wird nicht gleich dran sterben    | Playing Through                | 3. Feb. 1999         | 18. Sep. 2000                         |
| 110        | 15        | Die Besten zeigen neue Wege           | Big Hand for the Little Lady   | 10. Feb. 1999        | 25. Sep. 2000                         |
| 111        | 16        | Unter Herzensqualen                   | Home is Where the Heartache Is | 17. Feb. 1999        | 2. Okt. 2000                          |
| 112        | 17        | Erlösen von den Schmerzen             | A Goy and His Dog              | 10. März 1999        | 9. Okt. 2000                          |
| 113        | 18        | Geschichten aus dem Herzen            | Teacher's Pet                  | 24. März 1999        | 16. Okt. 2000                         |
| 114        | 19        | Fragwürdige Experimente               | Vanishing Acts                 | 31. März 1999        | 23. Okt. 2000                         |
| 115        | 20        | Die sensationellen Zwillinge          | From Here to Maternity         | 14. Apr. 1999        | 30. Okt. 2000                         |
| 116        | 21        | Mit Baby sind´s zehn                  | And Baby Makes 10              | 21. Apr. 1999        | 6. Nov. 2000                          |
| 117        | 22        | Es war der letzte Kuß                 | Kiss of Death                  | 28. Apr. 1999        | 13. Nov. 2000                         |
| 118        | 23        | Der Himmel kann warten                | The Heavens Can Wait           | 17. Mai 1999         | 20. Nov. 2000                         |
| 119        | 24        | Das Krebsgeschwür ist zu entfernen    | Curing Cancer                  | 19. Mai 1999         | 27. Nov. 2000                         |

## Staffel 6
| Nr. (ges.) | Nr. (St.) | Deutscher Titel                      | Originaltitel                       | Erstausstrahlung USA | Deutschsprachige Erstausstrahlung (D) |
| ---------- | --------- | ------------------------------------ | ----------------------------------- | -------------------- | ------------------------------------- |
| 120        | 1         | Neues Team, neues Problem            | Team Play                           | 23. Sep. 1999        | 4. Dez. 2000                          |
| 121        | 2         | Das geschundene Herz                 | Y'Gotta Have Heart                  | 30. Sep. 1999        | 11. Dez. 2000                         |
| 122        | 3         | Viel Arbeit – So ein Mensch          | Oh, What a Piece of Work is Man     | 7. Okt. 1999         | 29. Jan. 2001                         |
| 123        | 4         | Aus Wachsamkeit und Fürsorge         | Vigilance and Care                  | 14. Okt. 1999        | 5. Feb. 2001                          |
| 124        | 5         | Die Tat eines Verzweifelten          | Humpty Dumpty                       | 21. Okt. 1999        | 12. Feb. 2001                         |
| 125        | 6         | Leben nach dem Tod                   | Upstairs, Downstairs                | 28. Okt. 1999        | 5. Mai 2001                           |
| 126        | 7         | Weißes Kaninchen, schwarzer Tod      | White Rabbit                        | 11. Nov. 1999        | 6. Mai 2001                           |
| 127        | 8         | Organe für Robert                    | The Heart to Heart                  | 18. Nov. 1999        | 7. Mai 2001                           |
| 128        | 9         | Ein Tag wie nie zuvor                | The Golden Hour                     | 9. Dez. 1999         | 8. Mai 2001                           |
| 129        | 10        | Dr. Hanlon hat die Wahl              | Hanlon's Choice                     | 6. Jan. 2000         | 9. Mai 2001                           |
| 130        | 11        | Glaube, Hoffnung, Chirurgie          | Faith, Hope & Surgery               | 13. Jan. 2000        | 10. Mai 2001                          |
| 131        | 12        | Die Beste ihres Fachs                | Letting Go                          | 20. Jan. 2000        | 11. Mai 2001                          |
| 132        | 13        | Das Mädchen, das ein Junge war       | Boys Will Be Girls                  | 3. Feb. 2000         | 12. Mai 2001                          |
| 133        | 14        | Vielleicht wie durch ein Wunder doch | Gray Matters                        | 10. Feb. 2000        | 13. Mai 2001                          |
| 134        | 15        | Es sind ja nur Tests                 | Painful Cuts                        | 17. Feb. 2000        | 14. Mai 2001                          |
| 135        | 16        | Um der Gerechtigkeit willen          | Simon Sez                           | 24. Feb. 2000        | 15. Mai 2001                          |
| 136        | 17        | Todesengel im Fahrstuhl              | Cold Hearts                         | 30. März 2000        | 16. Mai 2001                          |
| 137        | 18        | Die siamesischen Zwillinge           | Devoted Attachment                  | 6. Apr. 2000         | 17. Mai 2001                          |
| 138        | 19        | Mister Miller und die Ärzte          | Miller Time                         | 13. Apr. 2000        | 18. Mai 2001                          |
| 139        | 20        | Gedankenlesen wird möglich           | Thoughts of You                     | 20. Apr. 2000        | 19. Mai 2001                          |
| 140        | 21        | Jeder ist etwas Besonderes!          | Everybody's Special at Chicago Hope | 27. Apr. 2000        | 20. Mai 2001                          |
| 141        | 22        | Der Intelligenz-Chip – Die Rettung?  | Have I Got a Deal For You           | 4. Mai 2000          | 21. Mai 2001                          |